# J.C. Bamford Excavators
J.C. Bamford Excavators Limited (kurz: JCB) ist ein britischer Hersteller von Bau-, Industrie- und Landmaschinen mit Hauptsitz in Rocester in der englischen Grafschaft Staffordshire. Das Familienunternehmen gehört Anthony Bamford und seiner Familie. Die Familie nahm durch Förderung von EU-skeptischen Politikern und Organisationen wesentlichen gesellschaftspolitischen Einfluss in Richtung eines deregulierten Austritts des Vereinigten Königreichs aus der EU.
Das von Joseph Cyril Bamford (1916–2001) gegründete Unternehmen beschäftigt weltweit etwa 10.000 Mitarbeiter. Vorstandsvorsitzender Anthony Bamford ist der Sohn des 2001 verstorbenen Firmengründers. Sein Sohn, Jo Bamford, leitet seit 2011 den Unternehmensbereich JCB Compact Products.
Im Markt für Baumaschinen wurde nach eigenen Angaben und Stückzahl JCB 2006 der drittgrößte Produzent weltweit und war damals laut eigener Aussage der „größte in Europa“.

## Geschichte

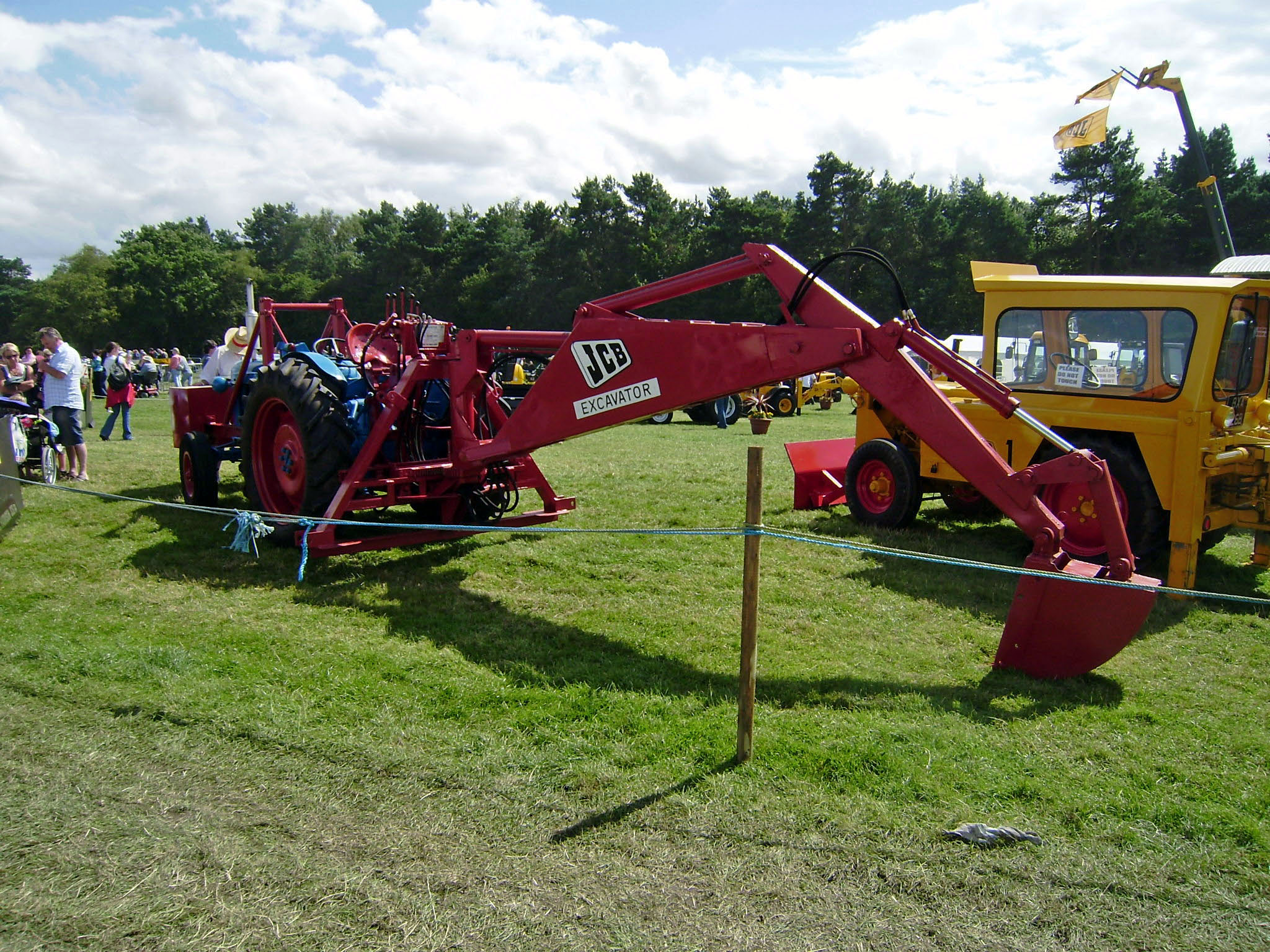
Baggerlader JCB MK 1 von 1953

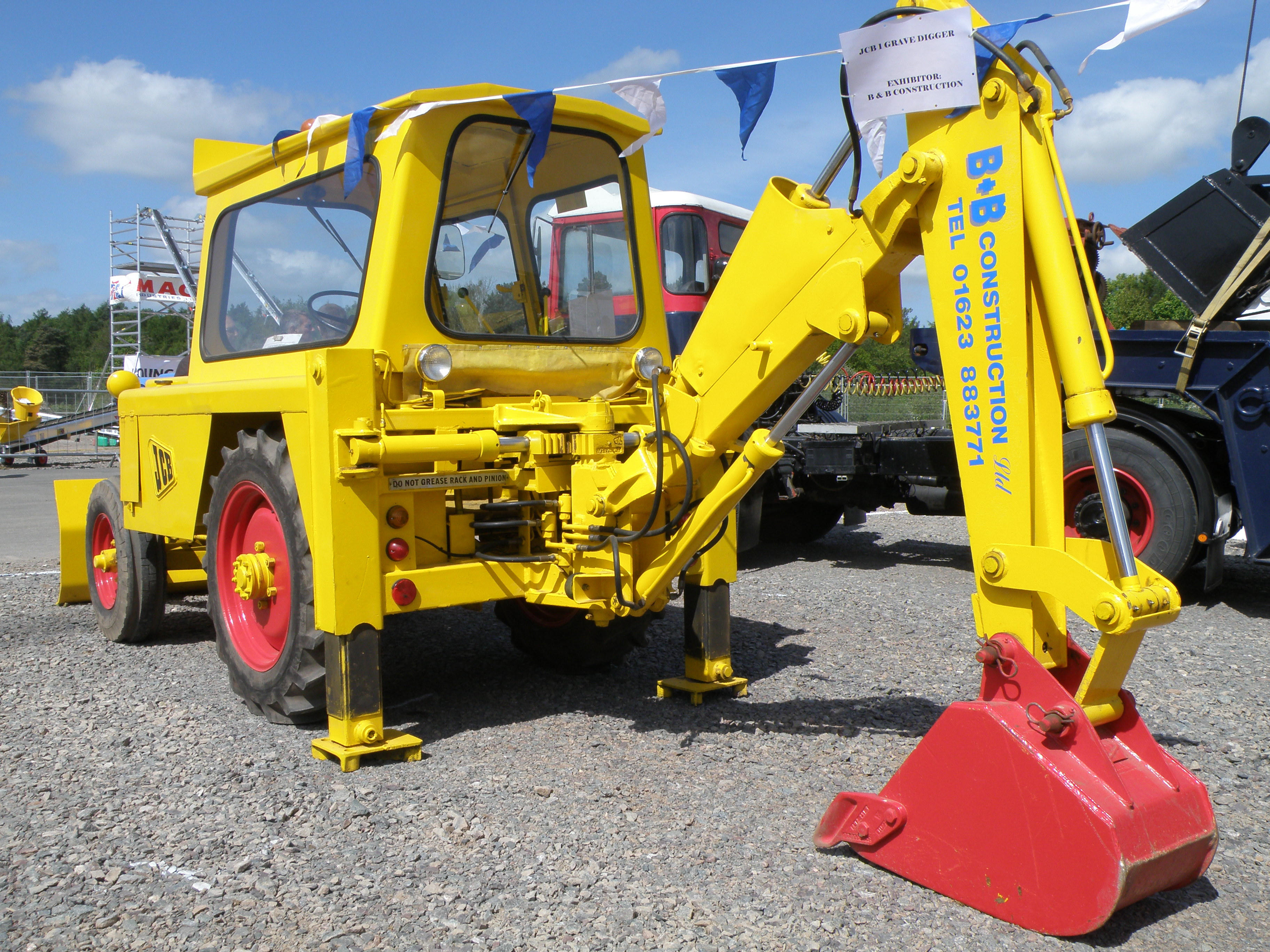
Baggerlader JCB 1 von 1963

Joseph Cyril Bamford mietete 1945 eine Garage in Uttoxeter an und begann mit der Fertigung von Anhängern für die Landwirtschaft. Die Teile dafür stammten aus Armeebeständen. Nach der Verlegung der Fertigungsstätte 1947 gelang dem noch jungen Unternehmen 1948 mit der Entwicklung des hydraulischen Frontladers Major Loader für Traktoren ein wichtiger Schritt. 1950 expandierte JCB und verlegte den Firmensitz erneut.
Im Jahre 1953 brachte Bamford den ersten Baggerlader auf den Markt und baute den Unternehmenserfolg damit weiter aus. 1954 folgte der leistungsfähigere Hydra Digger und ab 1965 fertigte das Unternehmen auch Hydraulikbagger auf Basis des US-amerikanischen Herstellers Drott Manufacturing Company. Mit der Übernahme des britischen Baumaschinenherstellers Chaseside im Jahre 1968 konnte JCB seinen Kunden fortan auch Radlader anbieten. Im gleichen Jahr entwickelte das Unternehmen zudem Laderaupen und nahm diese wenig später in das Verkaufsprogramm auf. Bis 1973 steigerte das Unternehmen den Umsatz auf rund 40 Millionen Pfund und 1975 gab der Firmengründer die Geschäftsleitung an seinen Sohn Anthony Bamford ab. 1977 kam der Teleskoplader zur Produktpalette hinzu. Zwischenzeitlich hatte JCB bereits die ersten Niederlassungen in Europa und den Vereinigten Staaten gegründet und Ende der 1970er Jahre auch mit dem Bau eines weiteren Werkes in Großbritannien und Indien begonnen.
1990 stellte die Firma auf der Smithfield-Show in London mit dem Fastrac den ersten Traktor der Firma vor. Dieser kam ab 1991 auf den Markt. Eine weitere Neuentwicklung war der Teletruk im Jahre 1997. Nach der Jahrtausendwende setzte JCB den Expansionskurs fort und eröffnete in China eine neue Produktionsstätte. 2004 wurde die 500.000ste und 2008 die 750.000ste JCB-Maschine hergestellt. Einen weiteren Expansionsschritt stellte die Werkseröffnung in Brasilien im Jahre 2012 dar. 2020 lancierte JCB den ersten Teleskoplader der Welt mit Elektroantrieb und entwickelte zudem einen 20-Tonnen-Hydraulikbagger, der vollständig mit Wasserstoff betrieben wird.

## Politische Einflussnahme für den Brexit
Vorstandsvorsitzender Anthony Bamford ist ein vehementer Verfechter eines harten Brexits und gilt als einer der wesentlichen politisch-wirtschaftlichen Strategen hinter dem Prozess. Der Austritt des Vereinigten Königreichs ohne Kooperationsvereinbarungen mit der EU führt zu einer für seine Firma vorteilhaften Deregulierung, dem Wegfall von Vorschriften und einer für seine Firma vorteilhaften marktliberalen Steuergesetzgebung. Bamford spendete mehrere Millionen Pfund an Boris Johnson und dessen „Vote-Leave“-Kampagne. Seit 2001 spendeten Bamford und seine Familie fast 14 Millionen Pfund an politische Entscheidungsträger und Organisationen. Er unterstützte die euroskeptische Leadership-Kampagne von Iain Duncan Smith (2001), David Davis (2005) und Boris Johnson (2019). Neben einzelnen Personen unterstützte er Pro-Brexit-Gruppierungen bis zum Referendum 2016 mit 1,3 Millionen Pfund.
Boris Johnson nutzte immer wieder Maschinen von JCB, um öffentlichkeitswirksam Polystyrol-Wände einzureißen und für „Get Brexit done“ zu werben.

## Produktionsstätten und Produkte

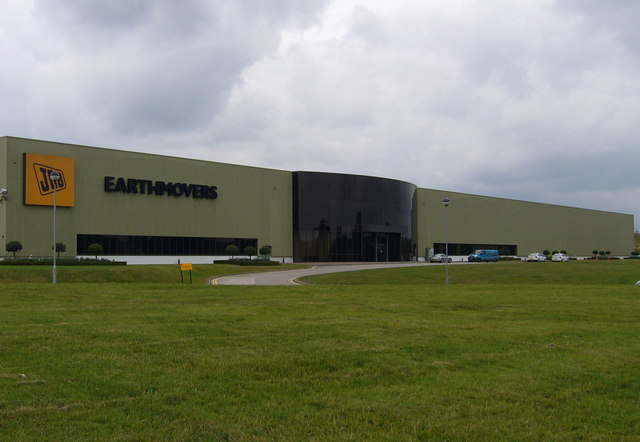
JCB-Werk in Cheadle, Staffordshire

JCB fertigt in 22 Werken auf vier Kontinenten. Zehn Werke befinden sich in England, drei in Indien und je ein Werk besteht in den USA, Brasilien und China. Außerdem gibt es Tochtergesellschaften in Frankreich, Deutschland, Italien, Holland, Belgien, Spanien und Singapur.
Das Unternehmen fertigt über 300 verschiedene Maschinen, darunter Baggerlader, Teleskoplader, Ketten- und Mobilbagger, Radlader, Dumper, Geländestapler, Minibagger, Kompaktlader, JCB-Vibromax-Verdichtungsmaschinen und Geräte für die Garten- und Landschaftspflege.
Zusätzlich produziert JCB eine Reihe von Radladern, Teleskopladern und Fastrac-Traktoren für den landwirtschaftlichen Bereich. Für den Industriesektor wird darüber hinaus der Teleskop-Gabelstapler Teletruk gefertigt.

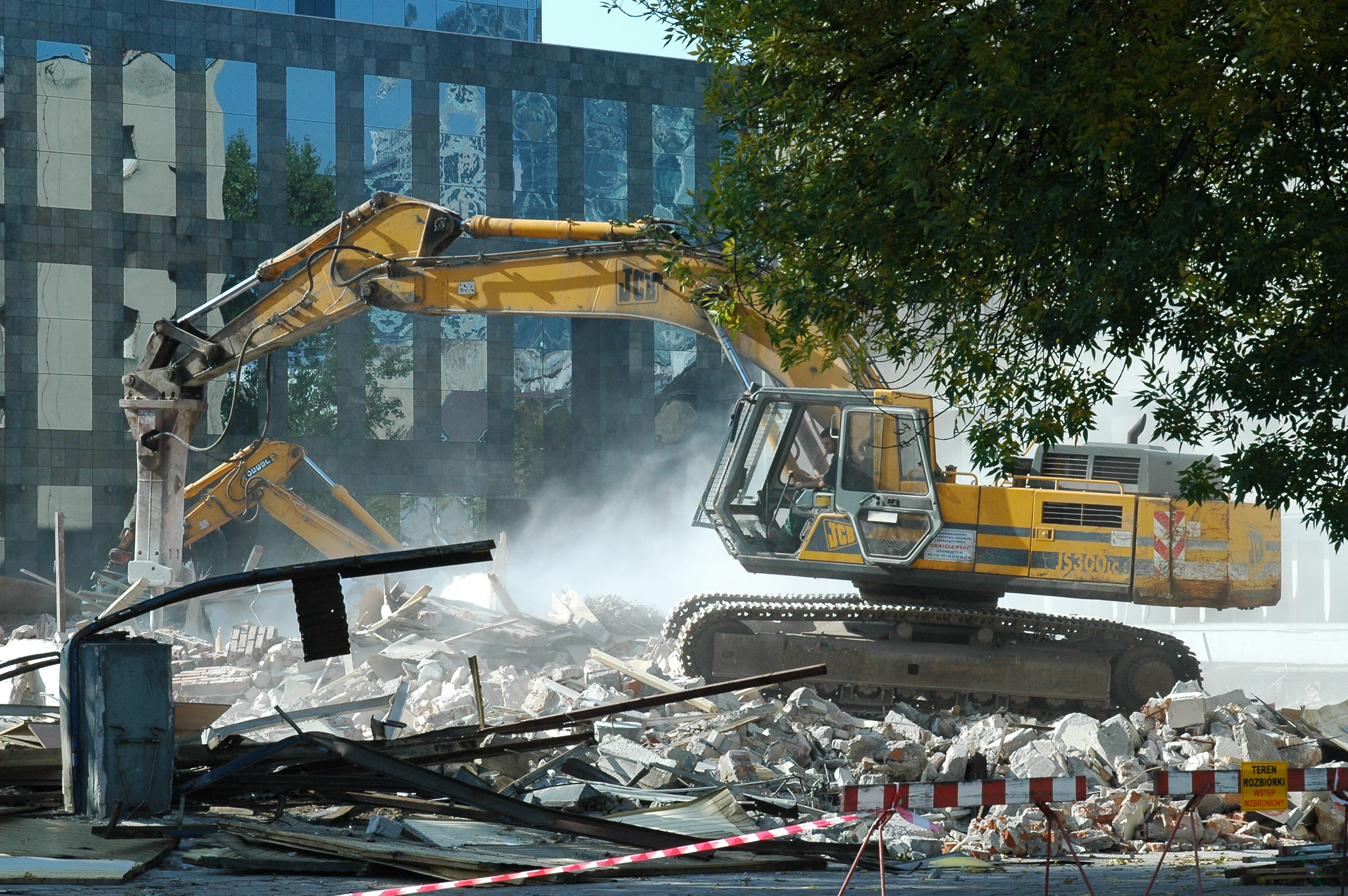
Raupenbagger JS 300
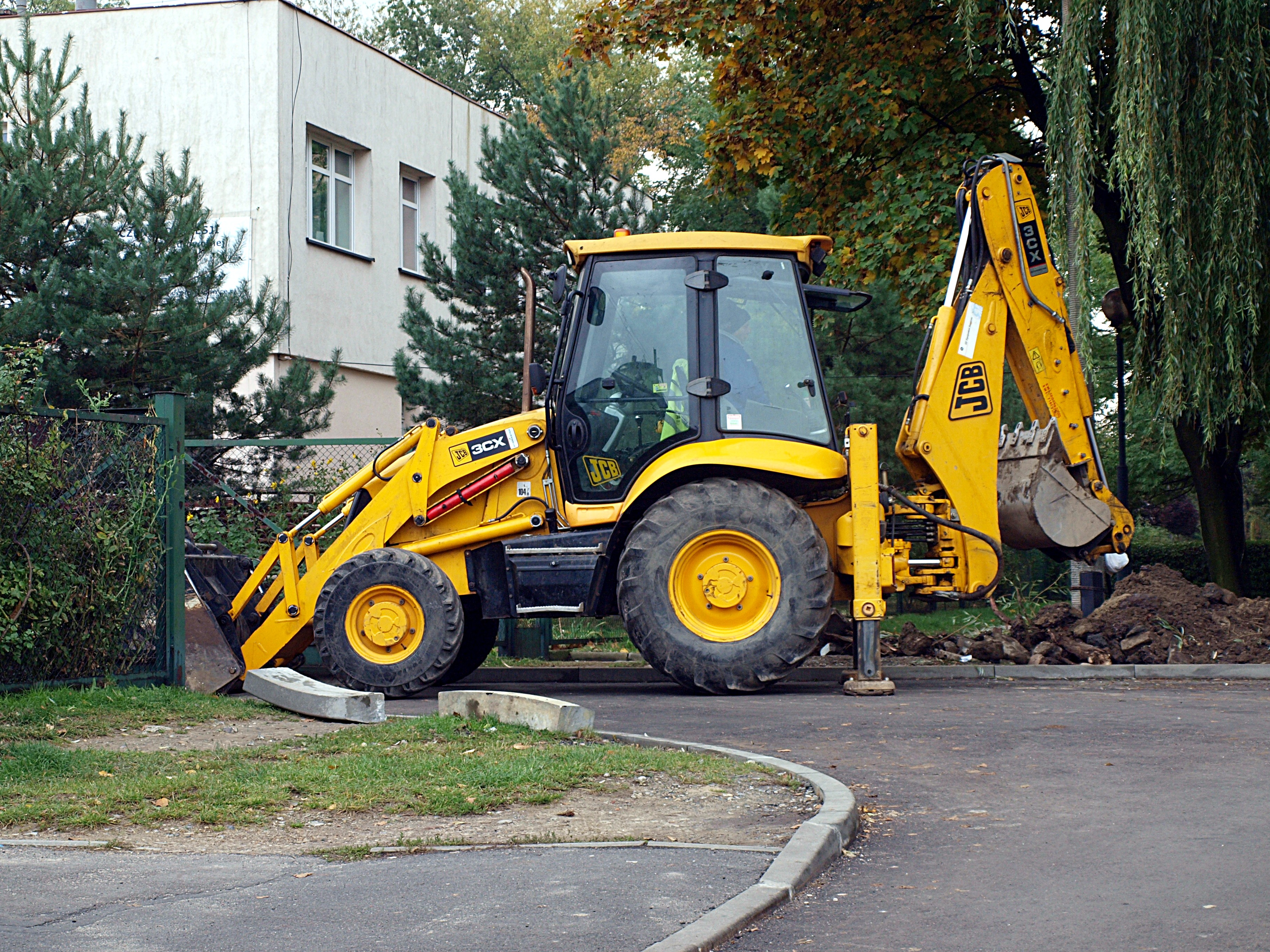
Baggerlader 3CX
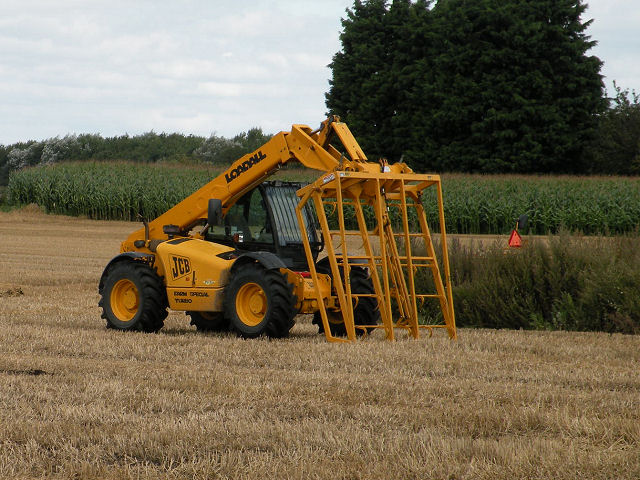
Teleskoplader (Loadall)
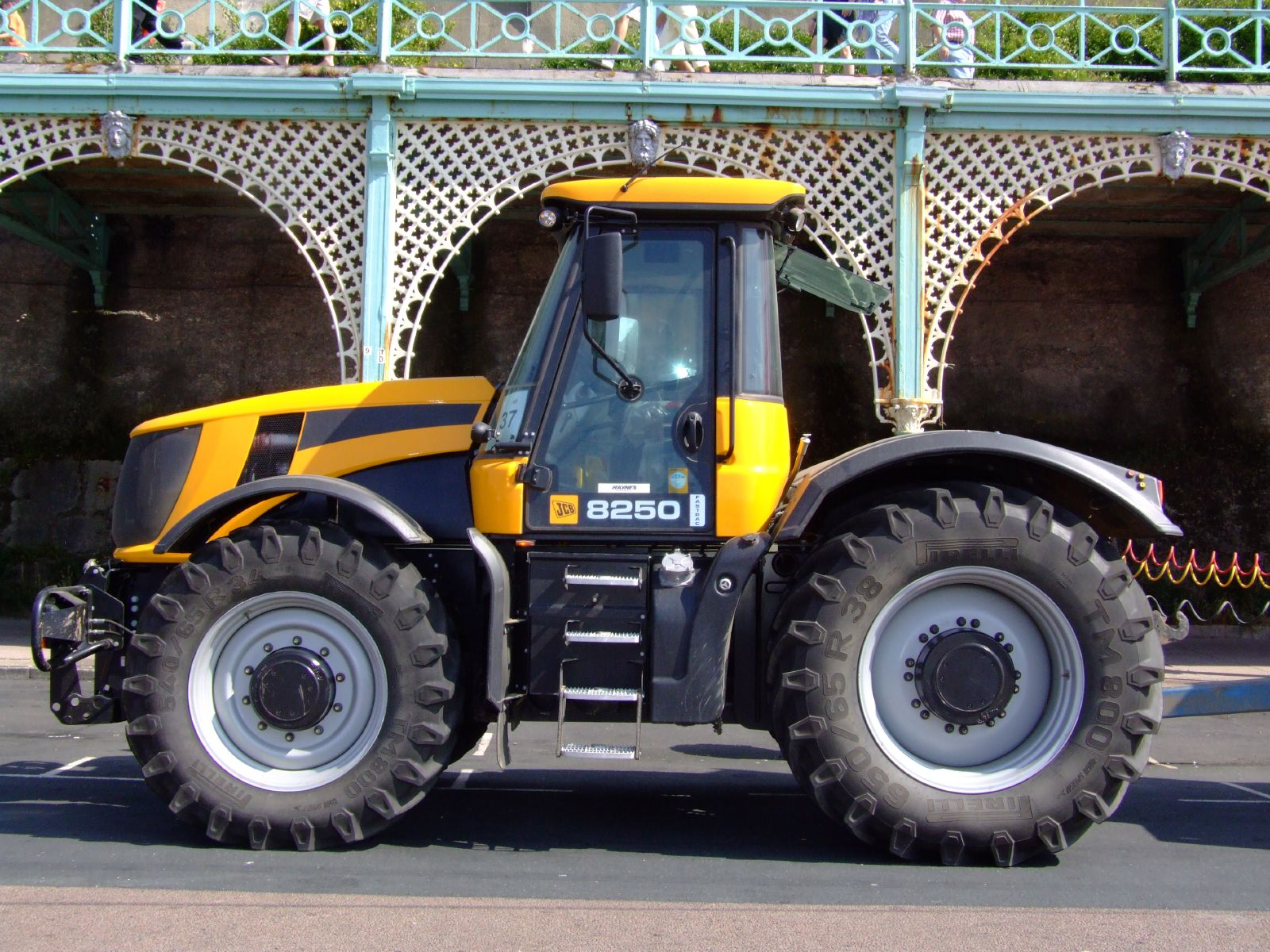
Fastrac 8250

## Weltrekord

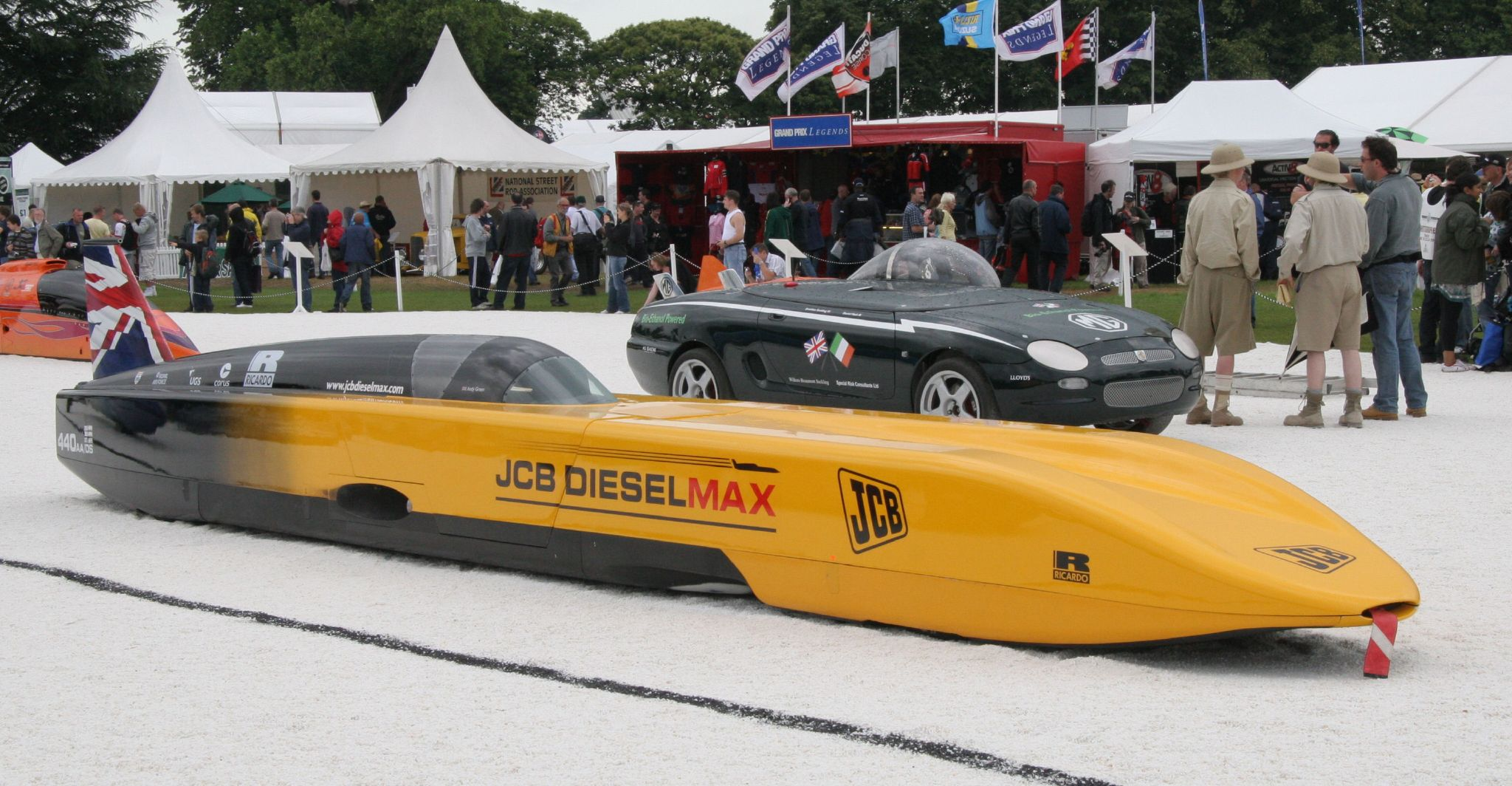
JCB-Stromlinienfahrzeug Dieselmax

Im Jahr 2004 ging nach einer Investition von 80 Mio. £ der von JCB entwickelte Dieselmotor für Off-Highway-Fahrzeuge in Produktion. Zur Dokumentation der Leistungsfähigkeit unternahm JCB den Versuch, mit einem eigens entwickelten Rennwagen, dem mit zwei 750-PS-Motoren ausgestatteten JCB Dieselmax, den bestehenden Geschwindigkeitsrekord für dieselgetriebene Landfahrzeuge zu brechen. Mit 563,418 km/h gelang dies am 23. August 2006. Die bisherige Rekordgeschwindigkeit von 380 km/h vom August 1973 wurde somit um fast 50 Prozent überboten.